# Гелікаон
Гелікао́н (дав.-гр. Ελικάονας,) — персонаж давньогрецької міфології, син Антенора, одного з троянських старійшин, і фракійської царівни Теано. 
Він був одружений з Лаодікою, дочкою Пріама і Гекаби, яка закохалася в афінського царевича Акаманта, сина Тесея, і народила від нього сина Муніта. При захопленні Трої ахейці зберегли Гелікаону життя в знак подяки за послуги, надані їм його батьком, який за деякими джерелами зрадив Трою, відкрив вночі Троянського коня, подав з вежі факелом сигнал грецьким військам для штурму Трої. Його ж жінку Лаодіку поглинула земля під час втечі з Трої. 